# Claude-Henri Belgrand de Vaubois
Claude-Henri Belgrand de Vaubois, francoski general, * 1748, † 1839.
Vaubois je najbolj znan po poveljstvu Malte, Goze in drugih otokov med francosko okupacijo; 19. junija 1798 (sedem dni po predaji) ga je Napoleon Bonaparte imenoval za Commandant en chef des Isles de Malte et du Goze in mu pustil vojaško silo 3.053 vojakov. Zaradi uvedbe revolucionarih reform in plenjenja malteških cerkva so se otočani Goza 2. septembra istega leta uprli. 18. septembra je portugalska eskadra pričela oblegati Malto; 12. oktobra so prišli še Britanci. 28. oktobra se je predal francoski poveljnik Goza s celotno garnizijo 217 mož. Potem ko je preostala oblegana francoska garnizija na Malti pojedla vse svoje zaloge (ter okoliške živali) se je Vaubois 4. septembra 1800 predal; v skladu z določbami predaji je bila celotna francoska garnizija prepeljana v Marseille, vključno s celotno oborožitvijo in vojnim plenom. 
Že med obleganjem je bil Vaubois imenovan za senatorja in leta 1808 še za grofa imperija. Med stotimi dnevi se ni ponovno pridružil Napoleonu.